# Colorado County
Colorado County är ett administrativt område i delstaten Texas, USA, med 20 874 invånare (2010). Den administrativa huvudorten (county seat) är Columbus. 

## Geografi
Enligt United States Census Bureau så har countyt en total area på 2 523 km². 2 494 km² av den arean är land och 28 km² är vatten. 

### Angränsande countyn
- Austin County - nordost
- Wharton County - sydost
- Jackson County - söder
- Lavaca County - sydväst
- Fayette County - nordväst